# Мачария Камау
Мачария Камау (англ. Macharia Kamau; род. 3 марта 1958) — главный секретарь Министерства иностранных дел Кении, бывший представитель Кении в ООН и президент исполнительного совета ЮНИСЕФ в 2014 году.

## Биография

### Молодость
Родился 3 марта 1958 года. В 1982 году окончил колледж Вустера в Огайо и получил степень бакалавра истории, экономики и религии. В 1983 году получил степень магистра образования в Гарвардском университете (Кембридж) по специальности администрирования и социальной политики.

### Карьера
Камау продолжительное время работал в ООН, в том числе в ЮНИСЕФ, где участвовал в Программе развития ООН в Африке, Карибском бассейне и Нью-Йорке. В 2010—2018 годах занимал пост постоянного представителя Кении в ООН, а до этого, в 2009—2010 годах, пост представителя в Найроби. Он также был поверенным ООН, а в 2014 году руководил исполнительным советом детского фонда ЮНИСЕФ. С 2011 по 2012 год был президентом лесного форума ООН. Вице-президент 67-й Генеральной Ассамблеи ООН, сопредседатель рабочей группы Генеральной Ассамблеи по целям устойчивого развития (2012—2014 гг.), координатор повестки ЦУР (2014—2015 гг.) и председатель комиссии ООН по миростроительству.
В мае 2016 года Генсек ООН Пан Ги Мун назначил Камау и Мэри Робинсон (бывший президент Ирландии) специальными посланниками генерального секретаря по Эль-Ниньо и климату. Перед ними была поставлена задача донести информацию об изменении климата, связанном с засухой, до 60 млн человек. В октябре 2016 года Председатель Генеральной Ассамблеи ООН Питер Томсон создал группу по реализации целей устойчивого развития для «мотивации участников на глобальном, региональном, национальном и общинном уровнях», и назначил Камау специальным посланником по климату в этой группе. Основной задачей также стало повышение осведомлённости населения.
В феврале 2018 года был назначен главным секретарём МИД Кении. 22 марта этого же года объявил общественности в Twitter о своём уходе, в том числе со всех должностей в ООН.

## Публикации
- В феврале 2018 года опубликовал совместный труд: «Трансформация многосторонней дипломатии: внутренняя история достижения целей в области устойчивого развития».

## Политические взгляды
Камау считает, что странам необходимо уважать границы и политические институты друг друга, — без этого, по его мнению, мир невозможен.
В 2018 году он раскритиковал The New York Times и Financial Times за их статьи о Кении. Он выразил надежду, что редакционная позиция о его стране изменится.